# 예천여자고등학교
예천여자고등학교(醴泉女子高等學校)는 대한민국 경상북도 예천군 예천읍 백전리에 있는 공립 고등학교이다.

## 학교 연혁
- 1945년 3월 1일 : 예천여자 실과 중학교 설립인가
- 1955년 5월 19일 : 설립인가(3학급)
- 1958년 2월 24일 : 제1회 졸업식
- 1979년 12월 18일 : 승리관 준공(45.9m2)
- 1982년 5월 16일 : 예천여자중학교 신축 교사로 분리 이전
- 1995년 10월 30일 : 체육관 준공
- 1997년 2월 21일 : 생활관 개관
- 2005년 8월 5일 : 자율학교 지정(2006.03.01~2011.02.28)
- 2005년 9월 8일 : 학칙 변경(15학급)
- 2006년 3월 1일 : 도교육청지정 체육교육 연구시범학교 운영(-2008.02.28)
- 2008년 8월 29일 : 기숙형 공립고 지정
- 2009년 10월 23일 : 새기숙사(청학관) 완공
- 2015년 12월 13일 : 잔디운동장 준공
- 2020년 3월 1일 : 경상북도교육청 고교학점제 정책 연구학교 지정(2020. 3. 1.～2023. 2. 28.)
- 2023년 1월 5일 : 제66회 졸업식(101명) 졸업생 합계 11,059명
- 2023년 3월 1일 : 자율학교 연장 지정(2023. 3. 1.~2025. 2. 28.)
- 2023년 3월 2일 : 2023학년도 입학(110명 입학)
- 2023년 9월 1일 : 제27대 김중식 교장 취임

## 참고 자료
- 예천여자고등학교 - 한국교육학술정보원 학교알리미